# 쓰쿠네

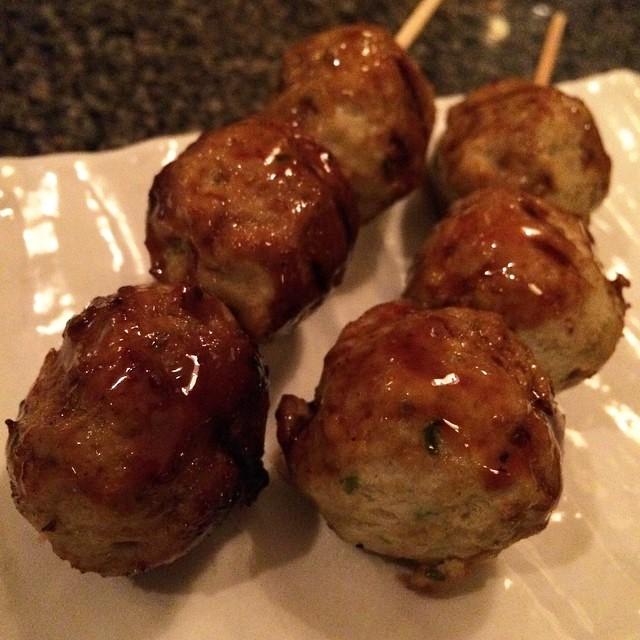
쓰쿠네

쓰쿠네(つくね)는 일본의 닭고기 미트볼로 야키토리 방식으로 자주 요리되지만 튀기거나 굽거나 삶기도 한다. 달콤한 간장이나 야키토리타레 소스를 바르는데 이는 데리야키 소스와 자주 혼동되기도 한다.